# Der Sandmann (Hoffmann)

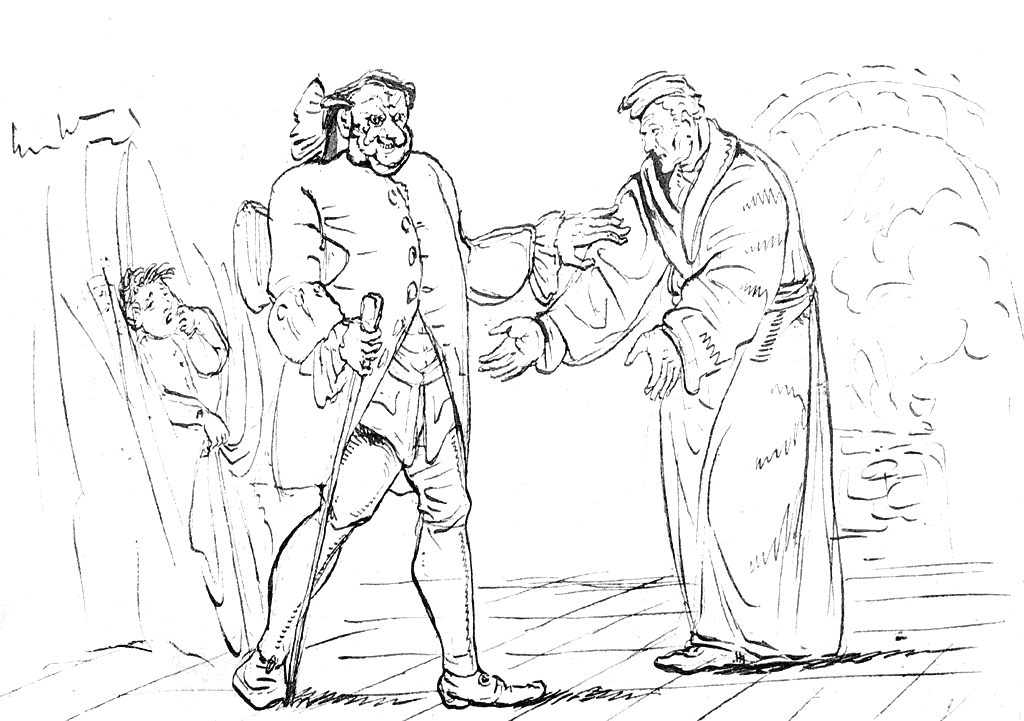
Zeichnung von E. T. A. Hoffmann zu seiner Erzählung Der Sandmann

Der Sandmann ist eine Erzählung in der Tradition des Kunstmärchens der Schwarzen Romantik von E. T. A. Hoffmann, die erstmals 1816 veröffentlicht wurde. Sie erschien ohne explizite Nennung des Autornamens in Berlin, Realschulbuchhandlung, als erste Erzählung in dem Zyklus Nachtstücke. Herausgegeben von dem Verfasser der Fantasiestücke in Callots Manier. Ferner sind dort enthalten: Die Jesuiterkirche in G., Ignaz Denner, Das Sanctus. 1817 folgte ein zweiter Teil der Nachtstücke mit den Erzählungen Das öde Haus, Das Majorat, Das Gelübde und Das steinerne Herz.

## Inhalt
Der Sandmann von E.T.A. Hoffmann handelt von Nathanael, der seit seiner Kindheit von der Angst vor einer unheimlichen Figur namens Sandmann verfolgt wird, von dem ihm das Kindermädchen seiner Schwester Schauriges erzählt, insbesondere dass der Sandmann die Augen der Kinder stiehlt. Als Kind glaubte Nathanael, der Advokat Coppelius, ein Freund seines Vaters, sei dieser Sandmann, da dieser zusammen mit seinem Vater geheime alchemistische Experimente durchführte. Bei einem dieser Experimente stirbt Nathanaels Vater, was Nathanael tief traumatisiert.
Jahre später trifft Nathanael auf den Wetterglashändler Giuseppe Coppola, den er aufgrund der großen Ähnlichkeit für Coppelius zu halten beginnt; Nathanaels Kindheitsängste kehren zurück. Gleichzeitig verliebt er sich in die scheinbar perfekte, aber emotionslose Olimpia, die Tochter seines Professors Spalanzani. Nathanael ignoriert ihre merkwürdigen Eigenschaften, bis er erfährt, dass Olimpia eine mechanische Puppe ist, die von Spalanzani und Coppola geschaffen wurde. Dieser Schock treibt Nathanael in den Wahnsinn.
Im letzten Akt der Geschichte versucht Nathanael seine Verlobte Clara vom Turm eines Gebäudes zu stoßen, sie wird jedoch von ihrem Bruder Lothar gerettet. In einem Moment völliger Verwirrung stürzt Nathanael schließlich selbst in den Tod, als er glaubt, Coppelius in der Menge zu sehen.

## Einordnung

### Romantische Literaturtheorie
Maria M. Tatar sieht im Sandmann die Umsetzung des von Friedrich Schlegel ausgerufenen Projekts der Romantik: Er habe das eine Werk geschaffen, das verwirre, reize und zum Nachdenken anrege. Vor allem der Erzähler nutze ironische und humoristische Elemente, um so eine distanzierte Erzählebene zu schaffen. Dementsprechend sieht sie auch die von Schlegel entwickelte „Transzendentalpoesie“, also die Literatur über Literatur verwirklicht.

### Themen
E.T.A. Hoffmann verarbeitet in Der Sandmann verschiedene Themen:
- Das Augenmotiv: Die Bedeutung der Augen ist ein zentrales Thema: beim Sandmann im Ammenmärchen, bei Nathanaels Angstträumen, in seinem Gedicht, bei Olimpia und in weiteren Textstellen. Augen sind Sinnesorgane, mit welchen die objektive Realität wahrgenommen wird. Jemandem Sand in die Augen zu streuen, bedeutet, ihm die Wahrnehmung der Wirklichkeit zu nehmen. Die Welt wird dann nur noch durch die eigenen Vorstellungen, schlimmstenfalls Angstträume oder Wahnsinn wahrgenommen. Ein ähnliches Mittel, um jemanden von der Wirklichkeit abzukoppeln, sind Brillen, die ideologisch eingefärbt sind, oder Coppolas Perspektiv. Es ist deshalb nicht verwunderlich, dass Nathanael beim Hindurchsehen einen Automaten für einen Menschen hält. Augen spiegeln auch die eigene Lebendigkeit wider, vielleicht auch die Seele. Sie sind eine Schwachstelle an der Automatenpuppe Olimpia, die nur durch den Blick durchs Perspektiv vertuscht wird.

Sigmund Freud beschäftigte sich mit Hoffmanns Erzählung in seinem Aufsatz Das Unheimliche. Für Freud steht das Augenmotiv im Zentrum der Erzählung. Er schreibt: „Im Mittelpunkt der Erzählung steht […] ein […] Moment, nach dem sie auch den Namen trägt, und das an den entscheidenden Stellen immer wieder hervorgekehrt wird: das Motiv des Sandmannes, der den Kindern die Augen ausreißt.“ Freuds Deutung beruft sich auf die damalige „psychoanalytische Auffassung“: „Das Studium der Träume, der Phantasien und Mythen hat uns dann gelehrt, dass die Angst um die Augen, die Angst zu erblinden, häufig genug ein Ersatz für die Kastrationsangst ist.“
- Das Verhältnis Mensch – Maschine: Durch das Perspektiv, ein wissenschaftliches Instrument, wird der Wahnsinn Nathanaels immer wieder ungewollt hervorgerufen. Auch die Gäste auf Spalanzanis Ball scheinen nicht auf den ersten Blick den Unterschied von Mensch und Maschine zu erkennen.
- Kritik an der aufklärerischen Gesellschaft: Der Wissenschaftler wird in Form des Spalanzani kritisiert, der die Grenzen der Wissenschaft nicht zu kennen scheint und seine Mitmenschen bewusst hintergeht.
- Das Feuermotiv: Feuer steht in Der Sandmann immer am Anfang einer Veränderung. Durch alchemistische Experimente stirbt Nathanaels Vater bei einer Explosion. Nathanael ist daraufhin wochenlang krank. Auch das Feuer in seinem Studentenzimmer führt dazu, dass er in das Haus gegenüber von Spalanzani einzieht und so auf Olimpia trifft. Feuer und Hitze stehen in Zusammenhang mit Nathanaels zunehmendem Wahnsinn. Zu Beginn empfindet er noch eine „glühende Liebeslust“ für Clara, später bezeichnet er Olimpias Augen als „lebendig flammend“. Der Höhepunkt des Wahnsinns wird erreicht, als Nathanael auf dem Turm mehrmals „Feuerkreis, dreh dich“ ruft und anschließend in den Tod springt.

## Adaption

### In der Musik
- Die Erzählung Der Sandmann hat in den zweiten Akt der Oper Hoffmanns Erzählungen von Jacques Offenbach Eingang gefunden.
- Die Oper in neun Szenen Der Sandmann von Andrea Lorenzo Scartazzini basiert ebenfalls auf Motiven dieser Erzählung.[5] – Uraufführung Theater Basel, 20. Oktober 2012, nach dem Libretto von Thomas Jonigk, Regie Christof Loy[6]
- Nach dieser Erzählung entstand das Ballet Coppélia von Léo Delibes.
- Ein weiteres Ballett, choreografiert und inszeniert von Christian Spuck, basiert ebenfalls auf der Erzählung. Es wurde am 7. April 2006 in Stuttgart mit dem Stuttgarter Ballett aufgeführt. Musik: Robert Schumann, Martin Donner.[7]
- Die Kopenhagener Band „The Sandmen“ benannte sich nach dem „Sandmann“ von E.T.A. Hoffmann, zu hören ist sie unter anderem auf dem Soundtrack zu dem Film Nightwatch.
- Die Berliner Band Coppelius benannte sich nach einer Figur aus der Erzählung, zudem verwenden auch die Mitglieder der Band Namen von Figuren aus der Erzählung und nehmen auch einige ihrer Songs auf den Sandmann Bezug.
- Das 2005 erschienene Konzeptalbum The Final Fall der Band DuskMachine behandelt in seinen Liedern inhaltlich Der Sandmann sowie Der Bergwerke zu Falun, welches ebenfalls von E. T. A. Hoffmann stammt.
- Das 2007 erschienene Konzeptalbum The Voice of Midnight der amerikanischen Avantgarde-Band The Residents befasst sich thematisch und musikalisch mit der Erzählung, wobei der Name Nathanael in „Nate“ und Clara zu „Claire“ amerikanisiert wurde.
- Auf dem 2013 erschienenen Album Das schwarze 1×1 der Mittelalterband Saltatio Mortis handelt das Stück Der Sandmann von dem von Hoffmann beschriebenen Märchen.
- Der deutsche Rapkünstler Pyrin verwendet Ausschnitte aus E.T.A. Hoffmanns „Sandmann“ im Lied „Ein und Alles“ (Album: Der Rote Teppich im Nichts) und lässt den gesamten Text auf der Geschichte basieren.
- Mein Herz brennt der deutschen Band Rammstein (2001)
- Farin Urlaub beschreibt Olimpia in seinem Song Unscharf vom Album Die Wahrheit übers Lügen (2008)

### Im Film
- 1983 entstand der Film Der Sandmann, Regie: Dagmar Damek, Darsteller u. a.: Monika Baumgartner, Claus Eberth, Dominic Raacke und Christoph Waltz[8]
- Regisseur Paul Berry animierte einen Stop-Motion-Film nach Motiven aus Hoffmanns Erzählung.
- Es existieren drei weitere Verfilmungen: die freie Adaption Der Sandmann von Eckhart Schmidt aus dem Jahre 1993, von 2011[9][10] und aus dem Jahr 2012 im Rahmen einer Bachelorarbeit (Animierter Kurzfilm).[11]
- Ernst Lubitschs Film Die Puppe von 1919 basiert auf Motiven aus Hoffmanns Der Sandmann.

### Vertonung
- 2010 Hörspieladaption als Folge 42 der Hörspielreihe Gruselkabinett des Verlags Titania Medien

### Im Theater
- Robert Wilson wandelte die Literaturvorlage in das Musiktheater Der Sandmann um. – Premiere am 3. Mai 2017 bei den Ruhrfestspielen Recklinghausen / Düsseldorfer Premiere am 20. Mai 2017.[12]
- Tobias Wolfgang hat die Literaturvorlage zu einem Kammer-Musical verdichtet. Die Musik stammt von dem Berliner Komponisten Bijan Azadian. Die Uraufführung fand am 1. Dezember 2018 in der Theaterwerkstatt Würzburg statt.[13]
- Das Theaterstück Nathanael von Jannik Graf erzählt Hoffmanns Der Sandmann in einer zeitgenössischen Adaption neu (mit Musik von Margarethe Zucker[14]). Premiere war am 8. Februar 2022 im Staatstheater Stuttgart.[15]